# Холмовська (муніципальне утворення «Черевковське»)
Холмовська (рос. Холмовская) — присілок в Красноборському районі Архангельської області Російської Федерації.
Населення становить 5 осіб. Входить до складу муніципального утворення Черевковське сільське поселення.

## Історія
Від 2004 року входить до складу муніципального утворення Черевковське сільське поселення.

## Населення
| 2002 | 2010 |
| ---- | ---- |
| 16   | ↘5   |